# 양산 통도사 응진전
양산 통도사 응진전(梁山 通度寺 應眞殿)은 대한민국 경상남도 양산시 하북면, 통도사에 있는 건축물이다. 
1981년 12월 21일 경상남도의 유형문화재 제196호 응진으전로 지정되었다가, 2018년 12월 20일 현재의 명칭으로 변경되었다.

## 개요
통도사는 합천 해인사, 승주 송광사와 더불어 우리나라 3대사찰 중의 하나로 경내는 크게 상로전, 중로전, 하로전의 3영역으로 나눌 수 있다. 상로전에 있는 응진전은 대웅전의 서남쪽에 위치하고 있는데 조선 숙종 3년(1677)에 지섬대사가 지었다고 전한다.
앞면 3칸·옆면 3칸으로 지붕 옆모습이 사람 인(人)자 모양인 맞배지붕으로 되어 있다. 지붕을 받치기 위해 장식하여 만든 공포는 기둥 위에만 있는 주심포 양식의 건물로 비교적 간결하다. 그러나 공포의 구조가 주심포 이외의 양식을 쓰고 있어 절충된 양식을 보이고 있다. 내부에는 석가여래좌상을 중심으로 왼쪽에는 미륵보살, 오른쪽에는 제화갈라보살을 같이 모시고 있다. 또한 16나한상도 같이 모시고 있는데 이것은 과거·현재·미래 모습의 석가와 16제자를 뜻한다.
통도사 응진전은 공포를 제외하면 주심포 양식의 특징을 잘 갖추고 있는 조선 후기의 건축물이다. 

## 같이 보기
- 통도사
- 양산 통도사 응진전 영산회상도 - 경상남도 유형문화재 제548호 (2014년 3월 20일 지정)

## 참고 자료
- 양산 통도사 응진전 - 국가유산청 국가유산포털